# Gove (Baião)
Gove ist eine Gemeinde im Norden Portugals.
Gove gehört zum Kreis Baião im Distrikt Porto, besitzt eine Fläche von 11,2 km² und hat 1742 Einwohner (Stand 19. April 2021).